# حدوة الحصان العقربية
حدوة الحصان العقربية (باللاتينية: Hippocrepis toletana) نوع نباتي يتبع جنس حدوة الحصان من الفصيلة البقولية.

## الموئل والانتشار
ينتشر هذا النوع في شرق إسبانيا.